# Esmalte dentário

1.Dente 2.Esmalte dentário 3.Dentina 4.Polpa dentária 7.Cemento 12.Raiz 17.Periodonto 18. Gengiva 22.Ligamento periodontal

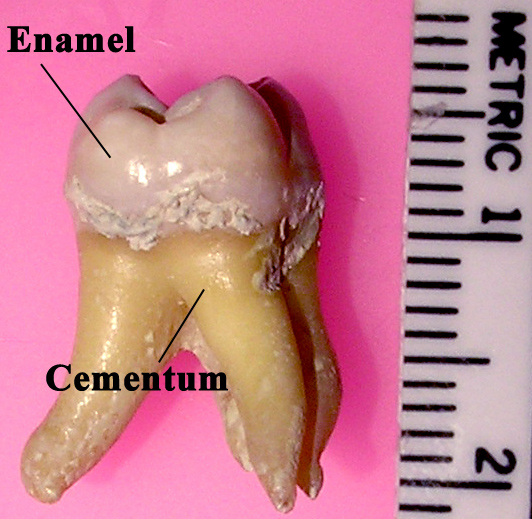
Descrição em inglêsːenamel - esmalte;cementu - cemento.

O Esmalte dentário é o tecido mais resistente e o mais mineralizado do corpo. Juntamente com a dentina e a polpa dentária, forma os dentes. É o componente dos dentes que é normalmente visto (em situações normais) e é suportado pela dentina. Aproximadamente 97% do esmalte é composto de minerais, o restante é composto de água e materiais orgânicos.
A coloração usual do esmalte dentário varia de amarelo claro ao branco acinzentado. Nas bordas dentárias, onde não há dentina subjacente ao esmalte, a cor às vezes pode ser levemente azulada. O esmalte é um tecido translúcido e a cor da dentina reparadora e/ou qualquer material abaixo do esmalte dentário afeta significativamente sua aparência. Sua espessura varia ao longo da superfície dentária e frequentemente é mais espessa nas cúspides e mais fina na junção amelo-cementária.
O mineral integrante primário da estrutura do esmalte é a hidroxiapatita (forma cristalizada do fosfato de cálcio).
Ao contrário da dentina e do tecido ósseo, o esmalte não contém colágeno em sua composição. As proteínas que integram a estrutura do tecido são a enamelina e a amelogenina.

## Estrutura

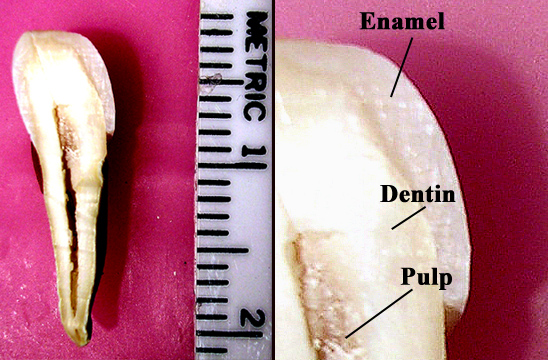

A unidade básica do esmalte é chamada prisma. Medindo de 4 μm - 8 μm de diâmetro, um prisma de esmalte é um pequeno agrupamento compacto de hidroxiapatita. A estrutura, quando vista com o auxílio da microscopia, lembra muito um buraco de fechadura.
O arranjo dos cristais de hidroxiapatita é complexo.
Ambos, ameloblastos (células que iniciam a formação do esmalte) e os processos de Tomes, afetam o padrão dos prismas. Os prismas de esmalte na cabeça/topo são orientados paralelos ao longo eixo do dente. Quando encontrados na cauda, sua orientação diverge ligeiramente do longo eixo.
Em dentes permanentes, os prismas de esmalte próximos da junção amelo-cementária (JAC) inclinam-se levemente em direção à raiz do dente. Entender a orientação destes prismas é muito importante para a odontologia, principalmente quando vai se fazer um reparo ou restauração, porque o esmalte que não tem dentina subjacente torna-se muito mais vulnerável à fraturas.
As estrias de Retzius são listras visíveis no esmalte quando visto microscopicamente em secção transversal. Formada a partir de mudanças no diâmetro dos processos de Tomes, estas faixas demonstrar o crescimento do esmalte, semelhante aos anéis de árvore (crescimento por deposição ou incremental).
A linha neonatal (LNN) está presente no esmalte de todos os dentes decíduos sendo possível observá-la em cortes preparados por desgaste. Ela é um registro imutável sofrido pelo indivíduo ao nascer e indica a posição do esmalte formado antes e após o nascimento. A quantidade de mineral é menor e maior a quantidade de proteínas e água na região da LNN quando em comparação ao restante do esmalte. Ela é importante para o campo da neurociência e ciências forenses, pois através dela é possível analisar o estresse sofrido pelo indivíduo no momento do parto e associar com questões cognitivas e transtornos de comportamento.

## Desenvolvimento

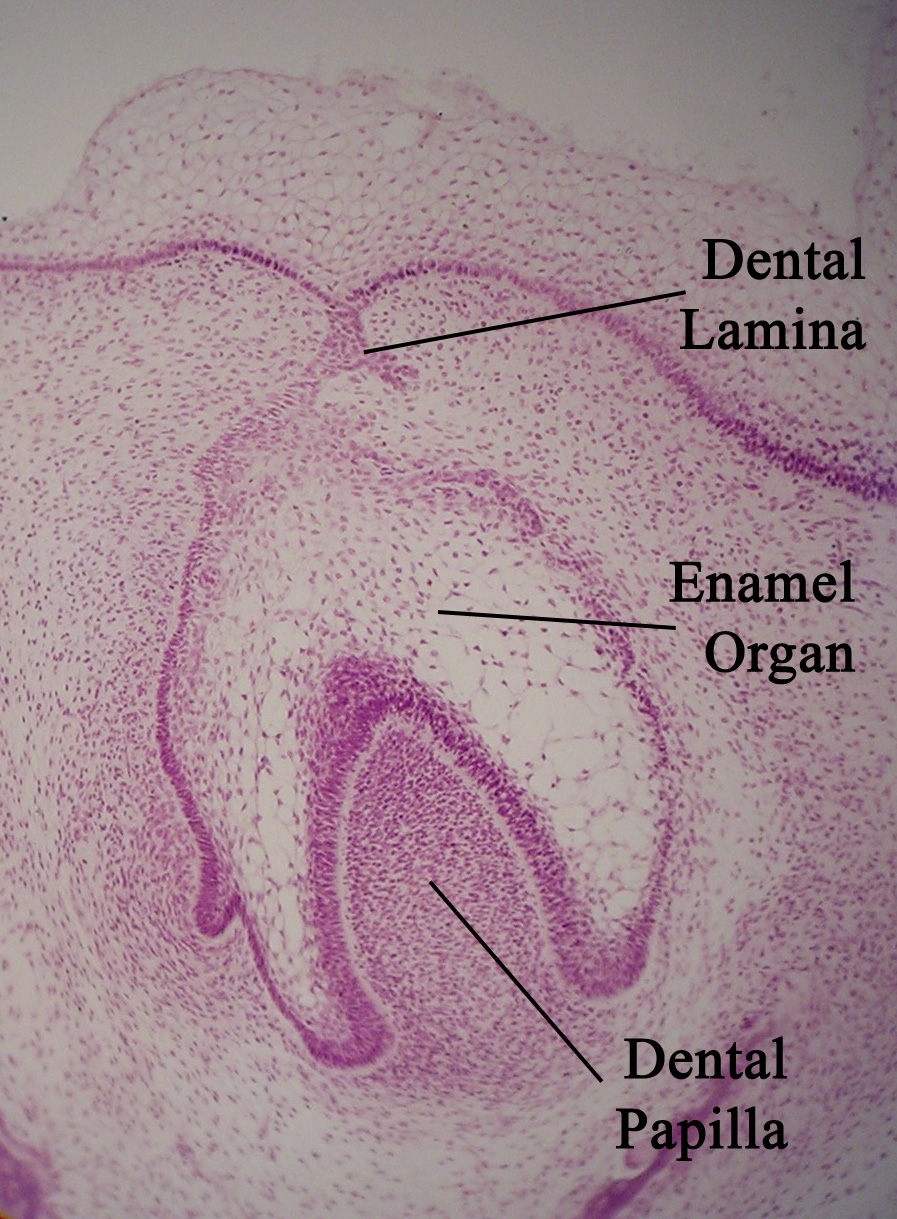
Corte histológico mostrando o desenvolvimento de um dente. (topo da imagem corresponde à cavidade bucal)

A formação do esmalte faz parte do processo global do desenvolvimento dentário. Quando os tecidos de desenvolvimento do dente são vistos com o uso da microscopia, diferentes agregações celulares podem ser identificados, incluindo estruturas conhecido como o órgão do esmalte, lâmina, e papila dentária. As fases geralmente reconhecidas do desenvolvimento do dente são: botão (ou broto dental), capuz (ou casquete) e campânula. A formação do esmalte é vista na primeira fase da coroa.
Amelogênese, ou formação do esmalte, ocorre após a formação da dentina, através de células conhecidas como ameloblastos. O esmalte dentário humano recebe um incremento de aproximadamente 4 μm diários, iniciando pelo local das futuras cúspides, no terceiro ou quarto mês de gravidez. A criação do esmalte geralmente pode ser dividida em dois estágios: O primeiro, chamado de estágio secretório, envolve proteínas e matrizes orgânicas formando um esmalte parcialmente mineralizado. O segundo, chamado de estágio de maturação, completa a mineralização do tecido.

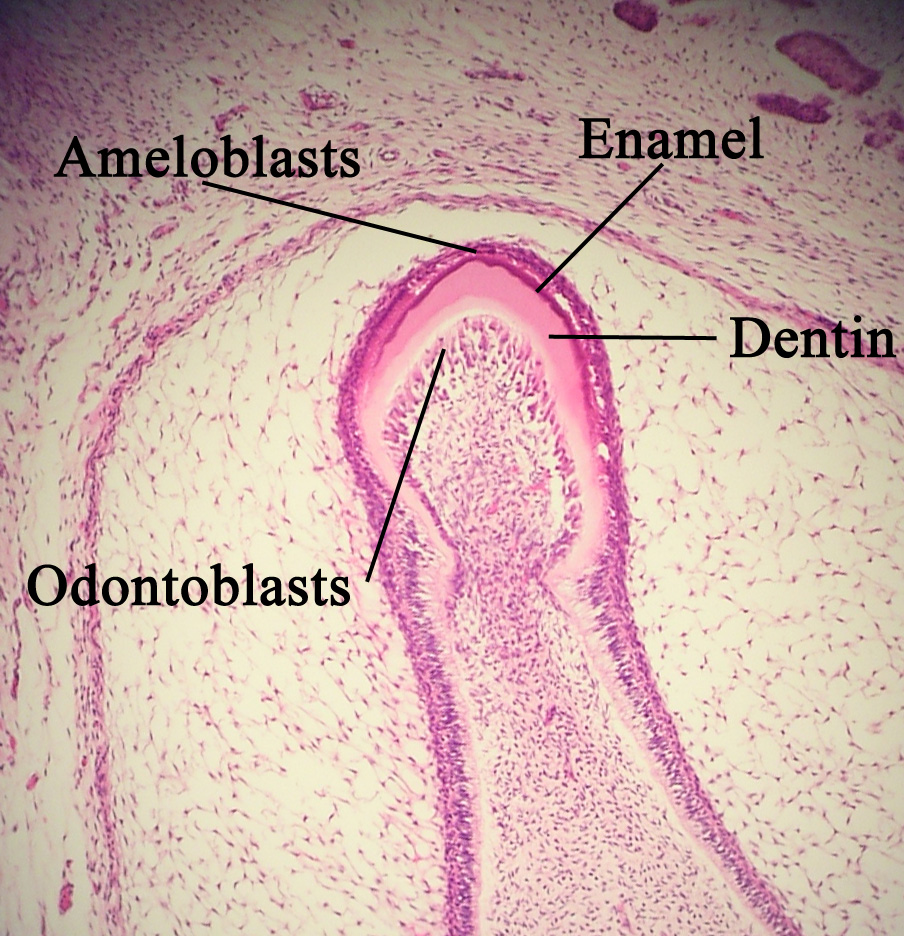
Corte histológico mostrando a formação do esmalte

No estágio secretório, os ameloblastos são células colunares polarizadas. No retículo endoplasmático rugoso destas células, proteínas do esmalte são liberadas para a área circundante e contribuem para o que é conhecido como o matriz do esmalte que é então parcialmente mineralizada pela enzima fosfatase alcalina. Quando esta primeira camada é formada, os ameloblastos afastam-se da dentina, permitindo o desenvolvimento dos processos de Tomes. Histologicamente, o aspecto mais notável desta fase é que estas células tornam-se estriadas, e/ou formam tufos. Estes sinais demonstram que os ameloblastos alteraram sua função de produção (fase secretora), para a de transporte. Proteínas utilizadas no processo de mineralização final, compõem a maioria dos materiais transportados. As proteínas envolvidas mais importantes são as amelogeninas, ameloblastinas, enamelinas e as tuftelinas. Durante esse processo, amelogeninas e ameloblastinas são removidas após o uso, deixando enamelinas e tuftelinas no esmalte. Até ao final desta fase, o esmalte já completou a sua mineralização.
Os ameloblastos são diferenciados momentos antes do dente surgir na boca. Consequentemente, o esmalte, ao contrário de muitos outros tecidos do organismo, não tem qualquer capacidade própria de regeneração.
|                              |                    | Quantidade de esmalte formada até o nascimento      | Mineralização completa      |
| Primária Maxilares Dentes    | Incisivos centrais | 5/6                                                 | 1,5 meses após o nascimento |
| Primária Maxilares Dentes    | Incisivos laterais | 2/3                                                 | 2,5 meses após o nascimento |
| Primária Maxilares Dentes    | Caninos            | 1/3                                                 | 9 meses após o nascimento   |
| Primária Maxilares Dentes    | 1. Molar           | Cúspides unidas; oclusal completamente mineralizada | 6 meses após o nascimento   |
| Primária Maxilares Dentes    | 2. Molar           | Cúspides unidas; oclusal parcialmente mineralizada  | 11 meses após o nascimento  |
| Primária Mandibulares Dentes | Incisivos centrais | 3/5                                                 | 2,5 meses após o nascimento |
| Primária Mandibulares Dentes | Incisivos laterais | 3/5                                                 | 3 meses após o nascimento   |
| Primária Mandibulares Dentes | Caninos            | 1/3                                                 | 9 meses após o nascimento   |
| Primária Mandibulares Dentes | 1. Molar           | Cúspides unidas; oclusal completamente mineralizada | 5,5 meses após o nascimento |
| Primária Mandibulares Dentes | 2. Molar           | Cúspides unidas; oclusal parcialmente mineralizada  | 10 meses após o nascimento  |

## Destruição

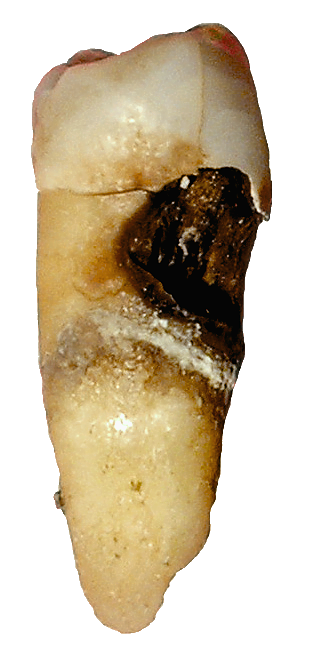
Destruição do esmalte e cemento devido à cárie

O elevado conteúdo mineral do esmalte faz deste o mais duro dos tecidos do corpo humano, mas também o torna suscetível a um processo de desmineralização, que ocorre muitas vezes como cárie dentária, também conhecidas como cavidades . A desmineralização ocorre por diversas razões, mas a mais importante causa da cárie dentária é a ingestão de açúcares. Dente cavidades são causadas quando ácidos dissolvem esmalte dental:
Ca10(PO4)6(OH)2(s) + 8H+(aq) → 10Ca2+(aq) + 6HPO42-(aq) + 2H2O(l)
Açúcares de doces, refrigerantes e sucos de frutas desempenham um papel significativo na cárie dentária, no esmalte e conseqüentemente a sua destruição. A boca contém um grande número e variedade de bactérias, e quando a sacarose, o mais comum dos açúcares, cobre a superfície da boca, algumas bactérias intraorais interagem com ele e formam ácido lático, o que diminui o pH na boca. Em seguida, os cristais de hidroxiapatita do esmalte demineralizam, permitindo uma maior invasão bacteriana do dente. A bactéria mais importante envolvida com cárie dentária é a Streptococcus mutans, mas o número e o tipo de bactérias varia com o avanço da destruição dentária.
Além disso, morfologia dentária dita que o local mais comum para o início de cárie dentária e nas profundezas dos sulcos, poços, e fissuras do esmalte. Isto é esperado porque esses lugares são impossíveis de alcançar com uma escova de dentes e as bactérias conseguem residir lá. Quando ocorre desmineralização do esmalte dos dentes, um dentista pode utilizar um instrumento afiado, tais como um explorador odontológico, e "sentir um stick" no local da cavidade. Como um esmalte continua a tornar-se menos mineralizado e é incapaz de impedir uma invasão de bactérias, subjacente à dentina torna-se afetada também. Quando a dentina, que suporta habitualmente o esmalte, é destruído por uma condição fisiológica ou pela decadência, esmalte é impossível compensar a sua fragilidade e quebra facilmente longe do dente.
A medida em que a cárie dentária é provável, conhecido como cariogenicidade, depende de fatores como quanto tempo que o açúcar permanece na boca. Contrariamente à crença comum, não é a quantidade de açúcar ingerida, mas a freqüência de ingestão de açúcar que é o fator mais importante na causação de cárie dentária. Quando o pH na boca inicialmente diminui a partir da ingestão de açúcares, esmalte desmineralizado é vulnerável com cerca de 30 minutos. Comer uma maior quantidade de açúcar em uma sessão não aumenta o tempo de desmineralização. Do mesmo modo, a comer uma menor quantidade de açúcar em uma sessão não diminui o tempo de desmineralização. Assim, a comer uma grande quantidade de açúcar em uma hora durante o dia é menos prejudicial do que é uma muito pequena quantidade ingerida, em muitos intervalos durante todo o dia. Por exemplo, em termos de saúde oral, é preferível comer a sobremesa no jantar uma única vez do que para lanche em um saco de doces durante todo o dia.
Para além da invasão bacteriana, esmalte também é suscetível a outras forças destrutivas. Bruxismo, também conhecido como aperto ou trituração dos dentes, destrói esmalte muito rapidamente. A taxa de desgaste do esmalte dos dentes, chamado atrito, é de 8 micrômetros de um ano a partir de fatores normais. Um equívoco comum é que o esmalte se desgasta principalmente a partir de mascar, mas, na verdade, raramente os dentes durante a mastigação toque. Além disso, é normal dente contato fisiologicamente compensada pelos ligamentos periodontais (PDL) e do arranjo de oclusão dentária. As forças destrutivas são verdadeiramente os movimentos parafuncionais, como encontrado em bruxismo, que pode provocar danos irreversíveis ao esmalte.
Outros processos que não são bactérias que destroem o esmalte inclui abrasão (envolvendo elementos externos, tais como escovas), a erosão (que envolve processos químicos, tais como suco de limão) e, possivelmente, abfração (envolvendo forças de compressão e tração).

## Em outros animais
Geralmente, a pesquisa mostrou que a formação do esmalte nos animais é quase idêntica à formação nos seres humanos. O órgão do esmalte, incluindo o joseph, e os ameloblastos funcionam similarmente. As variações no esmalte presentes são poucos freqëntes, mas às vezes  são importantes. As diferenças existem, certamente, na morfologia, no número, e nos tipos de dentes entre animais.

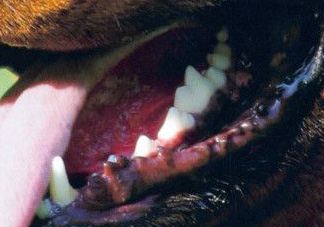
Dente de um rottweiler

Os cães são menos prováveis do que seres humanos ter a deterioração de dente devido ao pH elevado do saliva do cão, que impede que um ambiente ácido deem forma e a desmineralização subseqüente do esmalte que ocorreria. Caso a deterioração de dente ocorrer (geralmente do traumatismo), os cães podem receber enchimentos dentais apenas como os seres humanos fazem. Similar aos dentes humanos, o esmalte dos cães é vulnerável à mancha da tetraciclina. Conseqüentemente, este risco deve ser esclarecido quando a terapia antibiótica da tetraciclina é administrada aos cães novos. A hipoplasia do esmalte pode igualmente ocorrer nos cães. [48] A distribuição mineral no esmalte do roedor é diferente daquela dos macacos, dos cães, dos porcos, e dos seres humanos. Nos dentes do cavalo, as camadas do esmalte e da dentina são entrelaçadas um com o outro, que aumenta a força e diminui a taxa do desgaste daqueles dentes.